# Санта Чечилија (Пјаченца)
Санта Чечилија је насеље у Италији у округу Пјаченца, региону Емилија-Ромања.
Према процени из 2011. у насељу је живело 28 становника. Насеље се налази на надморској висини од 689 м.